# Gil Vicente
 (octobre 2023).
 (février 2021).
La mise en forme du texte ne suit pas les recommandations de Wikipédia : il faut le « wikifier ».
Les points d'amélioration suivants sont les cas les plus fréquents. Le détail des points à revoir est peut-être précisé sur la page de discussion.
- Les titres sont pré-formatés par le logiciel. Ils ne sont ni en capitales, ni en gras.
- Le texte ne doit pas être écrit en capitales (les noms de famille non plus), ni en gras, ni en italique, ni en « petit »…
- Le gras n'est utilisé que pour surligner le titre de l'article dans l'introduction, une seule fois.
- L'italique est rarement utilisé : mots en langue étrangère, titres d'œuvres, noms de bateaux, etc.
- Les citations ne sont pas en italique mais en corps de texte normal. Elles sont entourées par des guillemets français : « et ».
- Les listes à puces sont à éviter, des paragraphes rédigés étant largement préférés. Les tableaux sont à réserver à la présentation de données structurées (résultats, etc.).
- Les appels de note de bas de page (petits chiffres en exposant, introduits par l'outil «  Source ») sont à placer entre la fin de phrase et le point final[comme ça].
- Les liens internes (vers d'autres articles de Wikipédia) sont à choisir avec parcimonie. Créez des liens vers des articles approfondissant le sujet. Les termes génériques sans rapport avec le sujet sont à éviter, ainsi que les répétitions de liens vers un même terme.
- Les liens externes sont à placer uniquement dans une section « Liens externes », à la fin de l'article. Ces liens sont à choisir avec parcimonie suivant les règles définies. Si un lien sert de source à l'article, son insertion dans le texte est à faire par les notes de bas de page.
- La présentation des références doit suivre les conventions bibliographiques. Il est recommandé d'utiliser les modèles {{Ouvrage}}, {{Chapitre}}, {{Article}}, {{Lien web}} et/ou {{Bibliographie}}. Le mode d'édition visuel peut mettre en forme automatiquement les références.
- Insérer une infobox (cadre d'informations à droite) n'est pas obligatoire pour parachever la mise en page.

Pour une aide détaillée, merci de consulter Aide:Wikification.
Si vous pensez que ces points ont été résolus, vous pouvez retirer ce bandeau et améliorer la mise en forme d'un autre article.
Pour le club de football, voir Gil Vicente Futebol Clube.
Pour les articles homonymes, voir Vicente.
Gil Vicente (né vers 1465 ou vers 1480, mort probablement vers 1537) est un homme de théâtre portugais ; il est généralement considéré comme le premier dramaturge « littéraire » portugais. On l'identifie aussi souvent comme l'orfèvre de la Custódia de Belém (Reliquaire de Belém), et comme le maître de rhétorique du roi Dom Manuel. En tant qu'homme de théâtre, il semble avoir aussi été musicien, acteur et metteur en scène.
Il est fréquemment tenu pour le père du théâtre portugais moderne, ou même du théâtre ibérique, puisqu'il écrivait aussi en espagnol - partageant la paternité du drame espagnol avec Juan del Encina.
L'œuvre Vicentine est tenue comme le reflet de la mutation des temps, et du passage du Moyen Âge à la Renaissance, époque balançant entre un temps ou les hiérarchies et l'ordre social étaient régis par des règles inflexibles, et une nouvelle société où l'ordre institué commence à être subverti, à être questionné. C'est le principal représentant de la littérature Renaissante portugaise, antérieure à Camões (Camoens), qui, incorporant de nombreux éléments populaires dans ses écrits, a influencé à son tour la culture populaire portugaise.
Sa pièce La barque de l'Enfer figure sur la liste des 50 œuvres essentielles de la littérature portugaise établie en 2016 par le Diário de Notícias.

## Poète-Orfèvre?

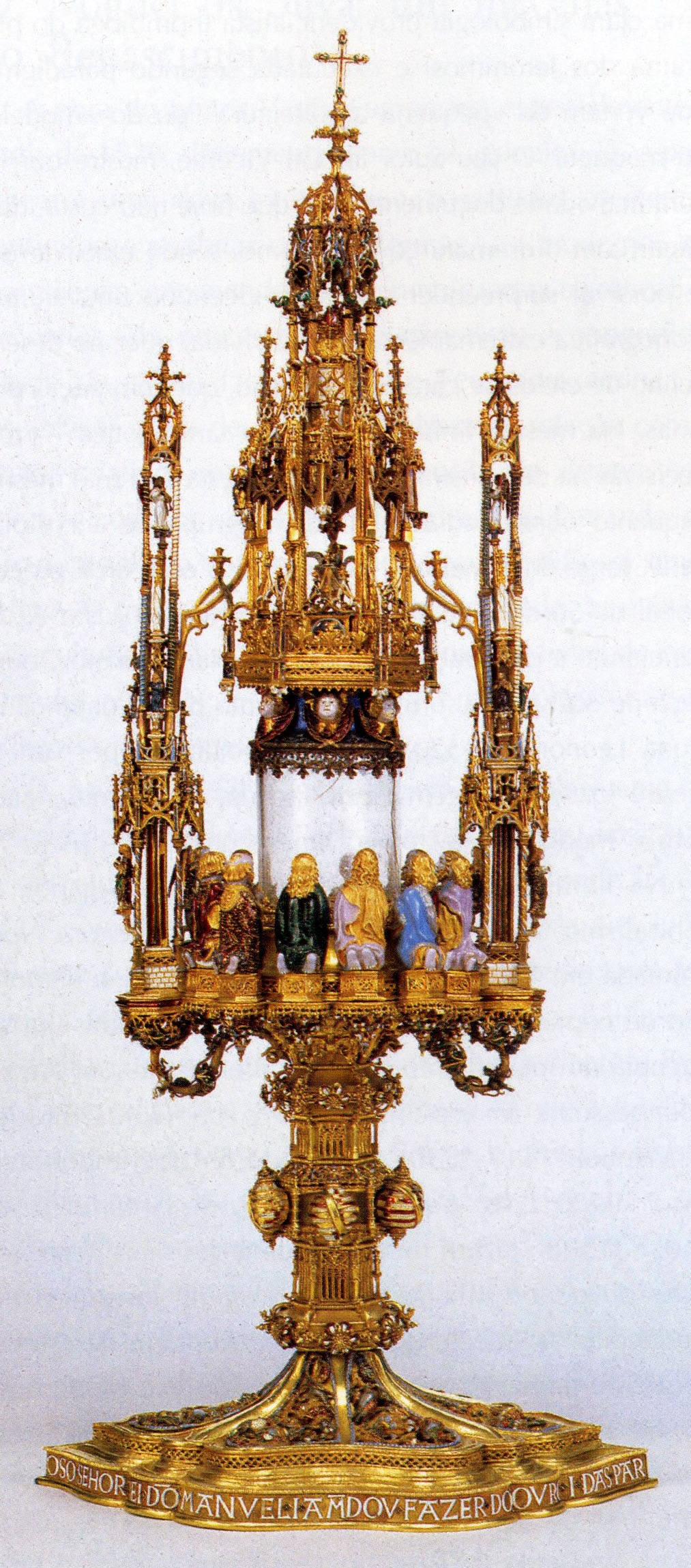
Le Reliquaire de Belém, de Gil Vicente

Chaque livre publié au Portugal sur Gil Vicente, défend presque systématiquement la thèse qui identifie le poète à l'orfèvre, ou la thèse inverse. En effet, les archives indiquent ce même nom pour l'auteur d'une pièce maîtresse de l'orfèvrerie portugaise de l'époque : le Reliquaire de Belém. En faveur de l'hypothèse d'un seul Gil Vicente, on met en avant le fait que le dramaturge utilise à bon escient de nombreux termes d'orfèvrerie dans son œuvre, et qu'il est peu probable qu'un homonyme évoluant dans les mêmes sphères, à la même époque, et doué d'un grand talent n'ai pas donné lieu à des distinctions dans les écrits des contemporains...
Contre cette attribution, on met en avant le fait que des études poussées, déduites de ses écrits, semblent incompatibles avec le long apprentissage artisanal que requiert le métier d'orfèvre.
Aucune preuve ne peut étayer chacune des deux hypothèses. En 2018, paraît l'ouvrage Gil Vicente Compêndio, se voulant être la synthèse des connaissances sur le dramaturge portugais. L'article "Gil Vicente: um nome para identidades plurais" de Cardoso Benardes (p. 15-48) confirme le manque de connaissances sur ce sujet.

## Naissance
D'après les informations véhiculées par l'œuvre même de l'auteur, nous rencontrons des contradictions quant à sa date de naissance. Le Velho da Horta, la Floresta dos enganos, ou l'Auto da Festa, indiquent 1452, 1470, et avant 1467, respectivement. C'est depuis 1965, choisie pour les célébrations de 500e anniversaire de sa naissance, que l'on accepte la date de 1465.
Son lieu de naissance est tout aussi obscur : après Barcelos, Guimarães, et Lisbonne, nombre d'investigateurs penchent aujourd'hui davantage pour les Beiras, région centre du Portugal, entre Porto et Lisbonne, où se trouvent entre autres Coimbra et Viseu. En effet on remarque de nombreuses références dans son œuvre à cette aire géographique, soit dans la toponymie, soit dans la façon de parler de ses personnages. José Alberto Lopes da Silva, signale qu'on y trouve des dizaines d'éléments en relation avec les Beiras. Il y a dit-il, des œuvres entières, des personnages, des caractères, la langue. La connaissance que l'auteur montre de cette région du pays n'aurait pas été facile à obtenir s'il n'y était pas né et vécu une grande partie de sa vie. Ces remarques ne semblent pourtant pas assez précises, ces références (souvent à une vie simple et campagnarde) pouvant avoir de multiples sources. La très grande culture de Gil Vicente inclinant à penser qu'il provenait d'une famille d'un certain niveau social, et non éloigné d'un grand centre intellectuel, Coimbra ou Lisbonne.

## Données biographiques
En dehors des œuvres de Gil Vicente, souvent assez précisément datées (au moins leur représentation), en ce qu'elles faisaient partie de cérémonies données à certaines occasions précises, et indiquées bien souvent au début de chaque pièce, tout ce que l'on sait avec certitude de Gil Vicente se résume à peu de chose. Concernant ses mariages et sa descendance, Faria affirme qu'il se maria deux fois et eut un total de neuf enfants. Certains biographes lui assignent même le fait d'avoir envoyé son fils Gil combattre et mourir aux Indes, car le talent de son fils le surpassait. Beaucoup de légendes entourent les composants de la vie de Gil Vicente. Les éléments les plus probables, que l'on retrouve dans les biographies les plus récentes à son sujet (Michaud, Larousse), établissent un constat plus simple:
Il se maria avec Branca Bezerra. De ce mariage, ils eurent au moins deux enfants: Paula Vicente (1519-1576), qui laissa la réputation d'une femme exceptionnellement cultivée et fut la première femme comédienne du Portugal, Luís Vicente (qui organisa la compilation de ses œuvres). Il est probable qu'il eut d'autres enfants, mais aucun élément matériel ne peut corroborer ces hypothèses.
Considéré comme le père du théâtre moderne portugais, la renommée de Gil Vicente laissa place à de nombreuses théories, désormais réfutées. La plus célèbre étant celle qu'Erasme apprit le portugais afin de le lire.

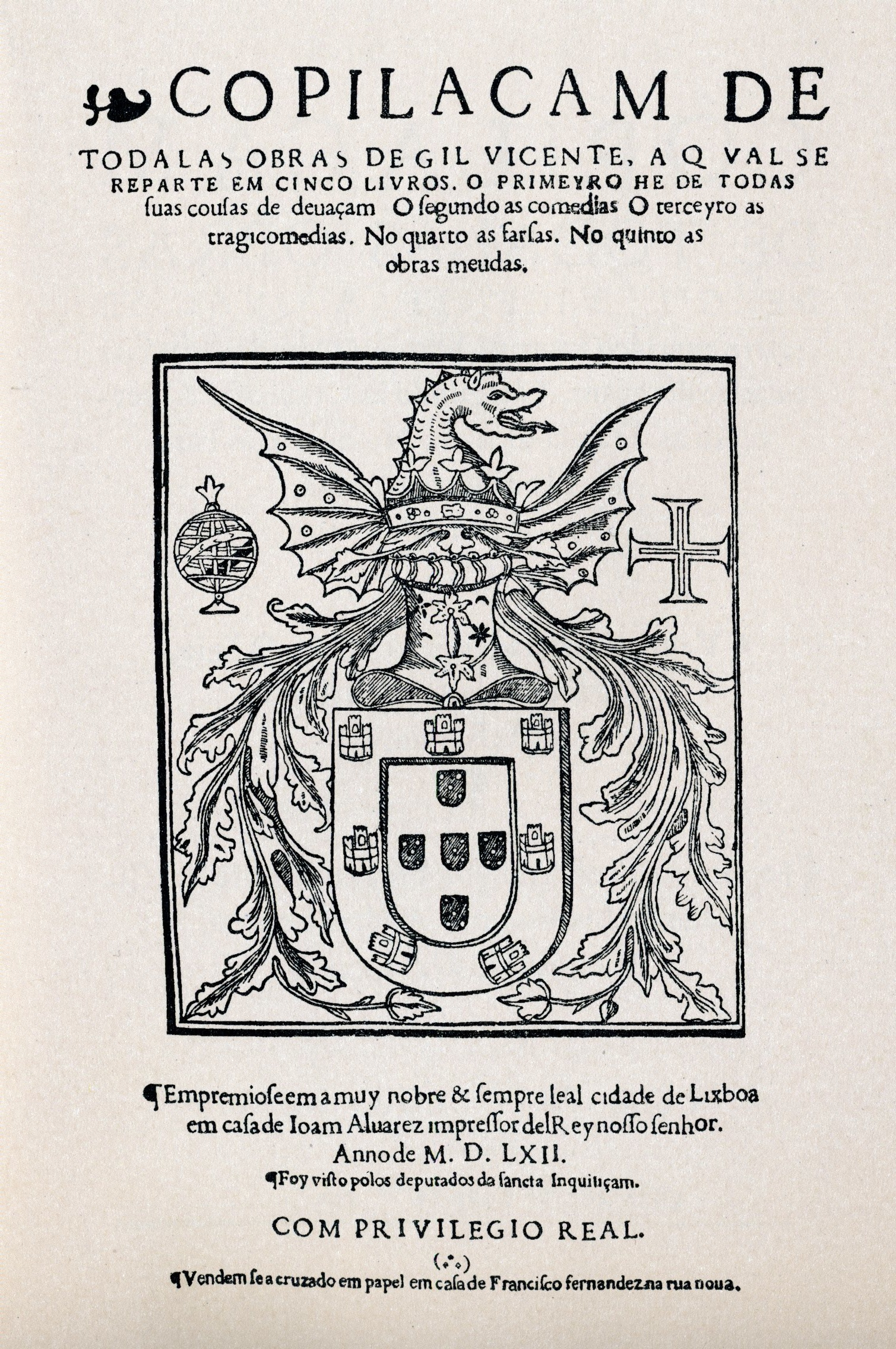
Première édition des œuvres complètes de Gil Vicente. Lisbonne 1562

Au début du XVIe siècle, on le retrouve à la cour, participant aux tournois poétiques que Garcia De Resende documenta dans son Cancioneiro Geral.
Après sa première pièce donnée en représentation à la cour, il devint responsable de l'organisation des cérémonies du Palais. Les archives permettent de connaître les fonctions successives qu'il eut à la cour du roi du Portugal. Chronologiquement il fut: "membro da casa do vinte e quatro", "procurador dos mesteres na Câmara de Lisboa", "Mestre da balança da Casa da Moeda de Lisboa", et "Mestre da retorica das representações".
De son vivant, le théâtre de Gil Vicente ne s'est exporté qu'une fois en dehors de la péninsule. Ce fut en 1531, le 26 décembre, lors d'une représentation de sa pièce Jubileu de Amores, chez l'ambassadeur du Portugal Pedro Mascarenhas, à Bruxelles. Cette pièce, désormais perdue car supprimée par l'Inquisition, mis en colère un des spectateurs présents; le cardinal Aléandre, qui s'en plaignit au pape Clément VII au-travers d'une missive, consultable dans les archives du Vatican. Sur cette pièce on sait que Gil Vicente tourne en ridicule un cardinal, sans avoir plus d'informations à ce sujet.
Le talent de Gil Vicente est acclamé dans l'ouvrage Genethliacon d'André de Resende:
Cunctorum hinc acta est magno comedia plausu,
Quam Lusitina Gillo auctor et actor in aula
Egerat ante, dicax atque inter vera facetus
Gillo, iocis levibus doctus perstringere mores

## L'œuvre
Sa première pièce connue, Auto da Visitação (La Visitation), connue aussi sous le nom de Monólogo do vaqueiro (Monologue du vacher), fut représentée dans les appartements de la reine Marie d'Aragon, pour célébrer la naissance du prince, le futur Jean III de Portugal ; cette représentation étant considérée comme l'acte de naissance du théâtre portugais. Elle eut lieu dans la nuit du 7 au 8 juin 1502, au deuxième jour de la naissance de l'infant, en présence du roi et de la reine, de D. Léonor, veuve de Jean II de Portugal et de Beatriz de Portugal, mère du roi.

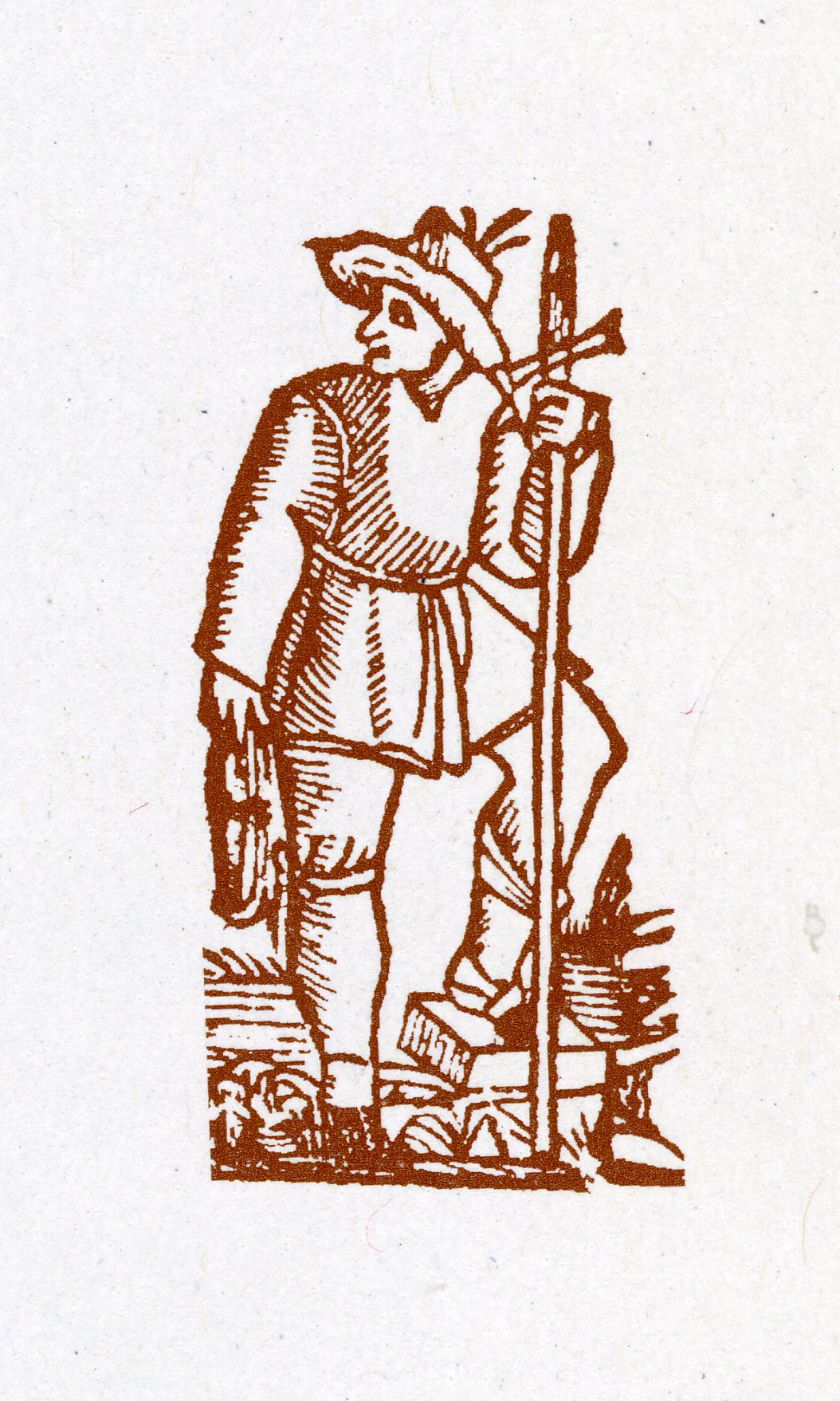
Le vacher

Après quoi Gil Vicente devint, comme il vient d'être dit, responsable de l'organisation des cérémonies du palais. À la demande de Dona Léonor de jouer cette même pièce pour les Mâtines de Noël, l'auteur répondit par l'écriture d'une nouvelle, plus longue, considérant que l'occasion demandait un autre traitement : ce sera Auto Pastoril Castelhano (Pastorale castillane). En effet, Auto da Visitação a des éléments clairement inspirés par l'« Adoration des bergers », en accord avec les relations de la naissance du Christ. La mise en scène incluait un offertoire de présents simples et rustiques, comme des fromages, au futur roi, auquel on présageait de grands faits. Gil Vicente qui écrivit la pièce, la mit en scène et la joua, utilisa, malgré tout, le cadre religieux de la Natalité dans une perspective profane. Devant l'intérêt de Dona Léonor, qui devint sa grande protectrice les années suivantes, Gil Vicente comprit que son talent lui permettrait de faire plus qu'adapter simplement la pièce pour des occasions diverses, même semblables. La pièce commence ainsi : « entre premièrement un berger enclin à la vie contemplative, et qui va toujours solitaire. Entre un autre qui  lui en fait le reproche ».
Le 6 janvier 1504, toujours à la demande de Dona Léonor, ce sera Auto dos Reis Magos (Les Rois Mages), où un berger déterminé à aller à Bethléem se trompe de chemin... puis l'année suivante l'Auto de São Martinho (Saint Martin).
S'il fut réellement orfèvre, il termina son œuvre maîtresse en cet art - le Reliquaire de Belém, en 1506, produite avec le premier or venu du Mozambique. Trois ans plus tard, ce même orfèvre devint l'intendant du patrimoine d'orfèvrerie du Couvent du Christ, à Tomar, de Notre-Dame de Belém, et de l'Hôpital de Tous-les-Saints, à Lisbonne.
En 1509 il présente l'Auto da India (De l'Inde), qui fut « fondé sur le fait qu'à une femme, son mari déjà embarqué pour l'Inde, on lui vint dire que le bateau en  était détourné et qu'il n'y allait plus ; et elle de dépit, se met à pleurer », devant la reine Dona Léonor, à Almada. C'est le premier texte théâtral où est représentée une intrigue, une histoire complète, et par-dessus le marché, actuelle. Si le thème de l'adultère est intemporel, les circonstances de cet adultère sont celles de la première décennie du XVIe siècle, quand, derrière la gloire et la façade épique de l'expansion ultramarine, il était déjà possible de percevoir les profondes altérations, pas toujours positives, que cette expansion provoquait dans la société portugaise...

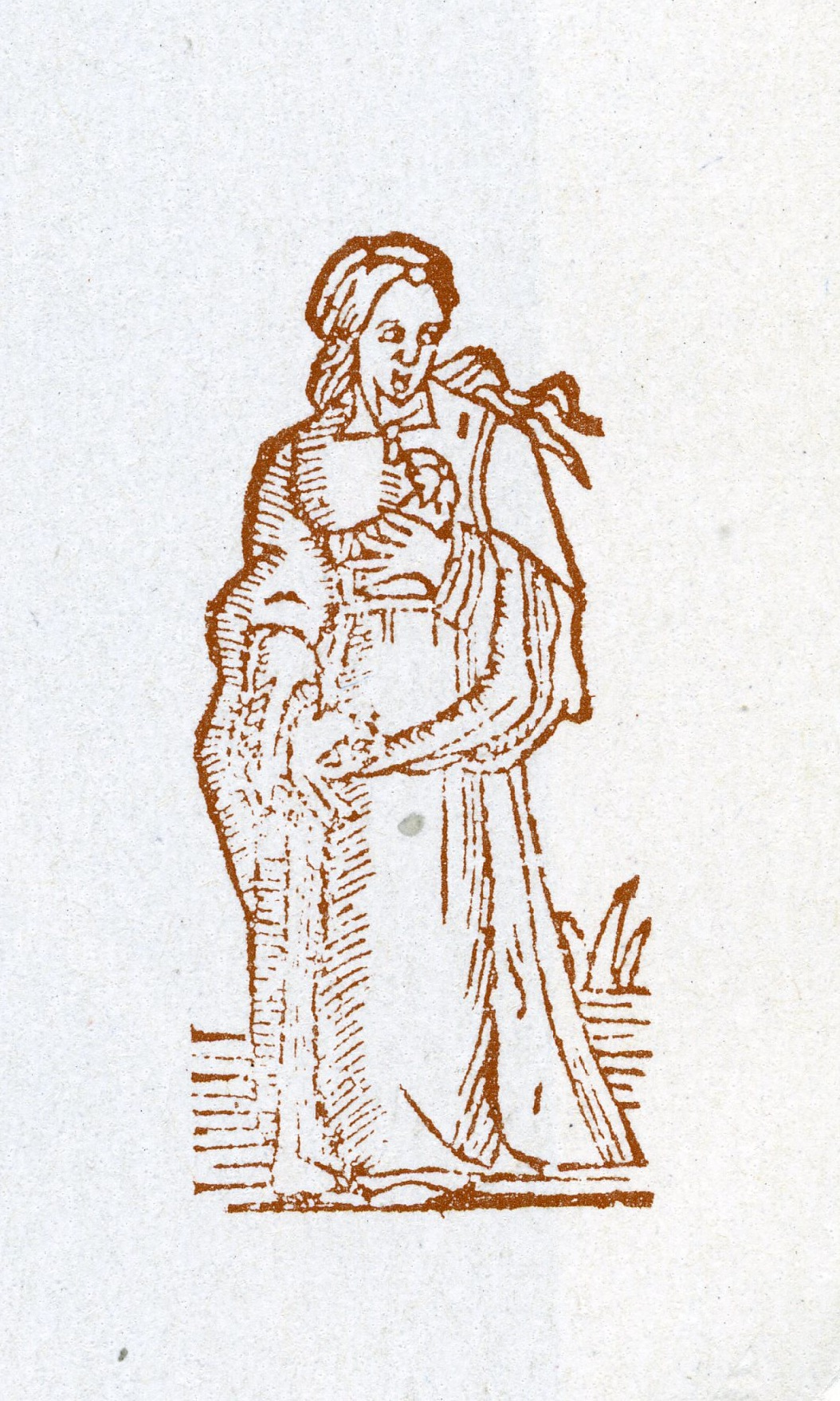
La commère

En 1510, à Noël, c'est devant le roi Dom Manuel (Emmanuel Ier), qu'il présente Auto da fé às Matinas de Natal (Acte de foi aux mâtines de Noël). En 1511, l'Auto das Fadas (Les Sorcières), où « une sorcière, redoutant qu'on l'emprisonne pour son office, va se plaindre au Roi, lui montrant par des raisons que pour cela elle lui donne, combien sont nécessaires ses tours de magie » ; en 1512 O velho da Horta (Le Vieux au jardin).
En 1513, vers le milieu du mois d'août, c'est pour le départ pour Azamor (Azemmour) au Maroc, de Dom Gemenes, Duc de Bragance et Guimarães, qu'il joue en présence du roi, à Lisbonne, devant le fleuve, l'Exortação da Guerra (Exhortation à la guerre).
Toujours en 1513, pour Noël, c'est l'Auto da Sibila Cassandra (La Sybille Cassandre), devant la reine mère Dona Beatriz, au monastère de Enxobregas : « il s'agit dans cette pièce de la Sybille Cassandre, qui, de par son esprit prophétique sut le mystère de l'Incarnation, et présuma qu'elle était la Vierge de qui le Seigneur devait naître. Et avec cette opinion, plus jamais ne voulut se marier ». C'est dans cette pièce qu'il introduit pour la première fois des dieux païens dans son intrigue, ce qui fait d'elle, pour certains, la marque initiale de l'introduction de la Renaissance au Portugal.
En 1514 Comédia do viúvo (Comédie du veuf). En 1515, une farce, représentée devant le roi, commence par ses mots, criés par le domestique du « héros » : Quem tem Farelos ?, c'est-à-dire Qui a du son ? (il meurt de faim). Ce cri deviendra le titre de la pièce, titre « donné par le peuple. Son argument est le suivant : un jeune écuyer du nom de Aires Rosado jouait de la viole, et cela était la cause que, encore que sa maison était pauvre, il était très recherché. Il s'agit ici de certains de ses amours ».
En 1516, à Noël, c'est Auto dos quatro tempos (Des quatre temps).
En février ou mars 1517, la plus célèbre de ses moralités d'inspiration religieuse, est jouée dans la Chambre de la reine, « pour la consolation de la très catholique et sainte Reine Dona Maria, malade du mal dont elle décéda, dans l'ère du Seigneur 1517, au palais de la Ribeira ». C'est Auto da barca do Inferno (La Barque de l'Enfer) : « Et pour traiter de cette matière l'auteur figure qu'au moment où les âmes viennent de quitter les corps, elles arrivent à un profond bras de mer, où se trouvent deux bateaux : L'un d'eux emmène vers la Gloire (le Paradis), l'autre vers le Purgatoire (sic. En réalité la barque de l'Enfer). Elle est en trois parties ; pour chaque embarcation une scène. La première traite du voyage vers l'Enfer ». Suivent donc en 1518 (pour Noël), Auto da barca do Puragatório (La Barque du Purgatoire), et en 1519, Auto da barca da Glória (La Barque de la Gloire). « Dans cette pièce dépourvue d'intrigue, il critique avec un rare acharnement et une joyeuse virulence certains des principaux travers de son temps. » (Paul Teyssier)

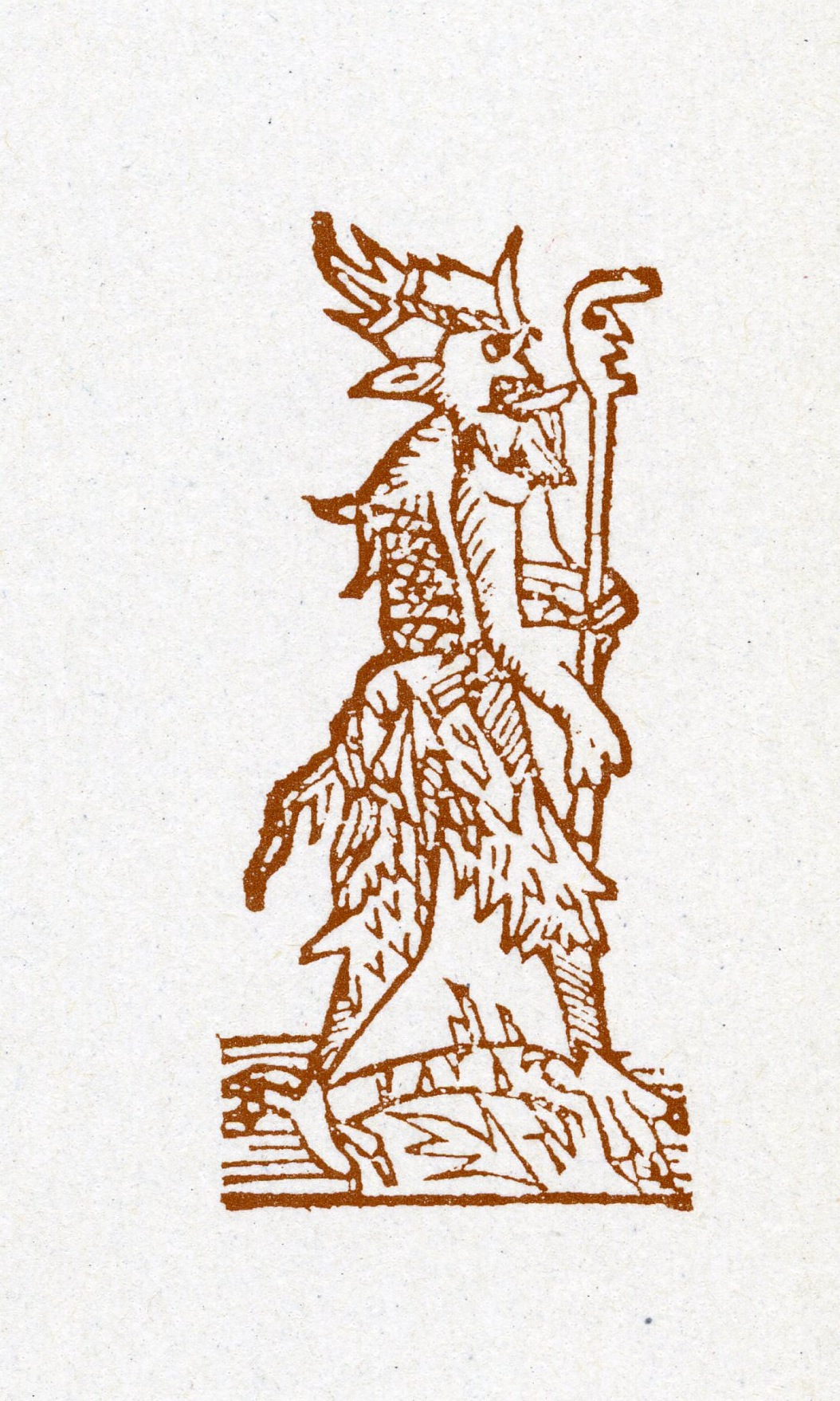
Le Diable

Entre-temps il compose Auto da Alma  (de l'Âme), en 1519 les Cortes de Jupiter (la Cour de Jupiter), puis en 1520 c'est Auto do Deus Padre  ( de Dieu le Père), jamais retrouvée, et qui serait peut-être l'une de ses œuvres interdites.
En 1521 (ou en 1510 ?) est représentée devant la reine Dona Léonor, et ensuite devant le roi Dom Manuel, la farce Auto da Fama (Farce de la Renommée), dans laquelle la Renommée est une gardeuse d'oies convoitée par toutes les grandes puissances mais se refusant à elles...
C'est lui qui dirigera les festivités en l'honneur de Dona Léonor, la troisième femme de D. Manuel Ier, en 1520, un an avant de passer au service de son successeur, le roi D. João III (Jean III). À cette date il a atteint un  tel prestige qu'il se permet de satiriser le clergé et la noblesse dans ses œuvres cf. les Autos das Barcas), ou même de s'adresser au monarque en critiquant ses options. C'est ce qu'il fit en 1531, avec une lettre au roi, défendant les cristãos-novos (nouveaux-chrétiens).
D. Manuel Ier meurt le 13 décembre 1521. C'est donc pour le roi D. João III (Jean III) qu'il  fait jouer sa nouvelle comédie Comedia de Rubena.
En 1522, pendant la famine, c'est Pranto de Maria Parda (La Plainte de Maria la Noiraude). Cette pièce met en scène une ivrognesse qui se lamente de ne plus trouver de vin dans les tavernes de Lisbonne...
En 1523, sous les ordres du nouveau roi les travaux du Couvent du Christ à Tomar, viennent de se conclure. Cet édifice emblématique du Portugal et dont le début de la construction date du XIIe siècle avec notamment sa rotonde octogonale, subit de nombreuses  amplifications jusqu'à cette date. Centre du pouvoir des Templiers au Portugal, il devint tout naturellement avec la disparition de cet ordre, et sa substitution par D. Dinis sous le nom d'Ordre du Christ, en 1320, le centre du pouvoir et de l'initiation de ce dernier. C'est là, que cette même année, devant le roi a lieu la première représentation de la Farsa de Inês Pereira (Farce d'Inês Pereira) : « son argument est que, parce que certains hommes de bon savoir doutent si l'Auteur faisait lui-même ces œuvres, ou s'il les dérobait à d'autres auteurs, ils lui donnèrent ce thème sur lequel travailler : Sur un exemple commun qui dit : Je préfère un âne qui m'emporte, plutôt qu'un cheval qui me jette par terre. Et sur ce motif on fit cette farce. »
À Noël de l'an 1523, il représente Auto pastoril Português, à Évora ; en 1524 Auto dos Físicos et Frágua d'Amor ; en 1525 Farsa do Juiz da Beira, le personnage principal va habiter dans les Beiras (provinces reculées) « où on le fit Juge. Et parce qu'il donnait quelques sentences difformes pour être un homme simple, il fut appelé à la Cour », etc. ; Farsa das Ciganas et Dom Duardos, « cette première tragi-comédie est sur les amours de D. Duardos, prince d'Angleterre, avec Flerida fille de l'Empereur Palmeirim de Constantinople. »
En 1526, il écrit Templo d'Apolo (Temple d'Apollon) : « La tragi-comédie suivante fut représentée (le 1er novembre) pour le départ de la très éclairée et sacrée Impératrice, fille du Roi D. Manuel (Isabelle de Portugal), pour la Castille, quand elle épousa l'Empereur Charles (Charles Quint) ».
Toujours en 1526, semble-t-il, c'est Breve Sumário da História de Deus (Bref sommaire sur l'histoire de Dieu) ; Diálogo dos Judeus sobre a Ressurreição (Dialogue des Juifs sur la résurrection) ; en 1527, Nau d'Amores (Nef des amours), Comédia sobre a Divisa da Cidade de Coimbra (Comédie sur la devise de la cité de Coïmbre), et Farsa dos Almocreves (Farce des muletiers).
En octobre de cette année, pour la naissance de D. Maria, fille du roi, à Coïmbre, il donne Auto Pastoril da Serra da Estrela, tragi-comédie pastorale qui a lieu dans « la Montagne de l'Étoile » (transcription de Serra da Estrela) qui est une chaîne de Montagnes, les plus hautes du Portugal, situées toujours dans ces Beiras, qui reviennent souvent dans ses œuvres.
Toujours en 1527, à Noël, Auto da Feira (De la foire) ; en 1528, Auto da Festa (De la fête), puis Triunfo do Inverno (Triomphe de l'hiver) en deux parties.
Peut-être en 1530 vient O Clérigo da Beira (Le Clerc de la Beira), et en 1531 vient une pièce interdite Jubileu d'Amores (Jubilé des amours).
Gil Vicente publia de son vivant quelques-unes de ses pièces en « folhetes de cordel », feuilles volantes, vendues à bas prix. De ces éditions, parmi lesquelles certaines étaient interdites par l'Inquisition, on connaît à peine La Barque de l'Enfer, La Farce d'Inês Pereira, D. Duardos et La Plainte de maria la Noiraude, en plus de trois pièces qui ne figurent pas dans la Compilaçam de todalas obras de Gil Vicente (Compilation de toutes les œuvres de Gil Vicente) organisée et publiée en 1562 par son fils Luís Vicente, manifestement incomplète et défectueuse ; ces trois pièces sont lAuto da Festa (De la fête), publiée plus tard par le Comte de Sabugosa, et lAuto de Deus Padre (De Dieu le Père), Justiça e Misericórdia e Obra da Geração Humana (Justice et Miséricorde et œuvre de la génération humaine).
En 1532 il représente à Lisbonne, l'Auto da Lusitania (De la Lusitanie) pour la naissance du prince D. Manuel, en 1533 une tragi-comédie satirique, Romagem de aggravados (Pèlerinage d'offensés), à l'occasion de la naissance de l'infant D. Philippe, à Évora, et la même année en cette même ville fut donnée la trago-comédie Amadis de Gaule.
En 1534 il présente lAuto da Mofina Mendes, aux mâtines de Noël, et lAuto da cananeia (De la cananéenne), « à la prière de la très vertueuse et très noble D. Violante, dame Abbesse du très loué et saint couvent du monastère d'Odivelas », sœur du navigateur Pedro Alvares Cabral, découvreur du Brésil.
Enfin, en 1536, il représente Floresta dos Enganos (Forêt des tromperies), à Évora.

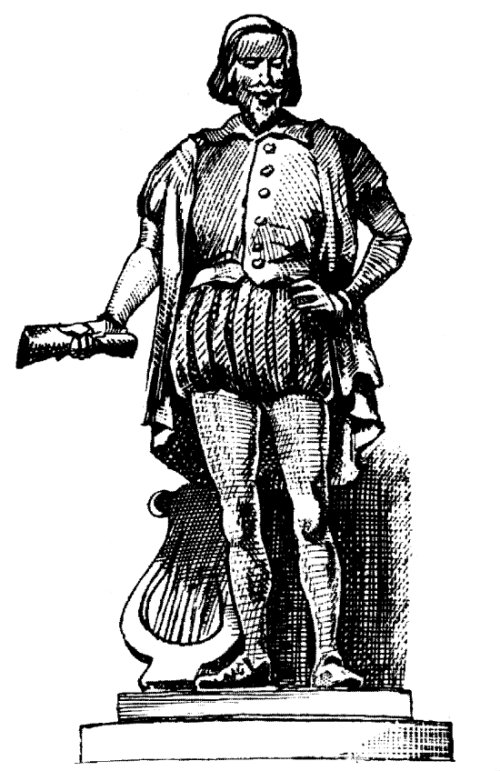
Gil Vicente

Il meurt peut-être cette année-là, parce que c'est à partir de cette date qu'on cesse de rencontrer quelque référence que ce soit à son nom dans les documents de  l'époque.

## Traductions françaises
De 1939 à 2016, de nombreuses traductions de pièces de Gil Vicente parurent :  
- Le Mystère de la Visitation, par Mme Babillot, Coimbra, Coimbra Editora, 1939.
- La Barque de l’Enfer, par Claude-Henri Frèches, Lisbaoa, Imprensa Portugal-Brasil, 1955.
- Les Indes, par Claude-Henri Frèches, Lisboa, Bulletin des Études Portugaises, t. 19, 1956.
- Trilogie des Barques, par Andrée Crabbé Rocha, Coimbra, Atlântida, 1958.
- Auto de la sibylle Cassandre, par Paul Teyssier, Paris, Bibliothèque de la Pléiade, 1983.
- Auto de la Barque du Paradis, par Paul Teyssier, Paris, Bibliothèque de la Pléiade, 1983.
- Tragi-comédie de Don Duardos, par Paul Teyssier, Paris, Bibliothèque de la Pléiade, 1983.
- La complainte de Maria Parda, par Carlos Leite, texte polycopié, 1995. Il s'agit d'un exemplaire unique, disponible à la Faculdade de Letras de Lisbonne
- Plainte de Marie la Noiraude, par Paul Teyssier, Paris, Éditions Chandeigne, 1995.
- Triomphe de l’Hiver & du Printemps, par Paul Teyssier, Paris, Éditions Chandeigne, 1997.
- La farce des muletiers, par Olinda Kleiman, Paris, Éditions Chandeigne, 1997.
- Le jeu de la foire, par Anne-Marie Quint, Paris, Éditions Chandeigne, 1997.
- Le jeu de l’âme, par Anne-Marie Quint, Paris, Éditions Chandeigne, 1997.
- La Barque de l’Enfer, Paris, Éditions Chandeigne, par Paul Teyssier, 2000.
- La Farce de Inês Pereira, Paris, Éditions Chandeigne, par Bernard Martocq, 2011.
- Farce de Inês Pereira, par Rosa Maria Fréjaville, Saint-Étienne, Presses Universitaires de Saint-Étienne, 2016.
- Farce de l’Inde, par Gilles Del Vecchio, Saint-Étienne, Presses universitaires de Saint-Étienne, 2016.

Les traductions de Paul Teyssier pour la Pléiade sont regroupées dans l'ouvrage Théâtre espagnol du XVIe siècle.

## Anecdote
- Le club de football de la ville portugaise de Barcelos porte son nom, le Gil Vicente Futebol Clube.

### Éditions des œuvres
- La Barque de l'Enfer, édition bilingue, traduction de Paul Teyssier, Paris, Chandeigne, 2000, 155 p.
- La Plainte de Maria la Noiraude, édition bilingue, traduction de Paul Teyssier, Chandeigne, 1995, 91 p.
- La Farce des Muletiers, édition bilingue, traduction d'Olinda Kleiman, Chandeigne, 1997, 125 p.
- Le Jeu de l'âme. le Jeu de la Foire, édition bilingue, traduction d'Anne-Marie Quint, Chandeigne, 1997, 220 p.

### Études
- Paul Teyssier, La langue de Gil Vicente, Paris, Klinsieck, 1959, 554 p..
- Danièle Becker, « De la musique dans le théâtre religieux de Gil Vicente », Arquivos do centro cultural português, no XXIII,‎ 1987, p. 461-486.
- (en) Constantine Christopher Stathatos, A Gil Vicente bibliography, 1975-1995 : with a supplement for 1940-1975, Bethlehem, Lehigh university press, 1997, 187 p..
- (es) Armando López Castro, Armando, Al vuelo de la garza : estudios sobre Gil Vicente, León, Universidad de León, 2000, 248 p..
- (pt) « Gil Vicente », Leituras, Revista da biblioteca Nacional, no 11,‎ automne 2002.
- (pt) José Augusto Bernardes et José Camões (dir.), Gil Vicente Compêndio, Université de Coimbre, 2018.